# 세종고속
세종고속(世宗高速)은 인천광역시 서구의 화물운송업, 창고보관업, 시내버스, 관광버스 회사이고 본사는 인천광역시 서구 드림로 140-1 (왕길동)에 위치해 있다.

## 주요 연혁
- 2012년 4월 26일: 회사 설립 (주식회사 현대통운)
- 2013년 1월 3일: 주식회사 현대통운에서 주식회사 세종고속으로 상호 변경
- 2013년 6월 21일: 강인여객에서 공항좌석버스 710번 인수받아 운행개시와 동시에 시내버스 사업에 진출하였다.
- 2013년 11월 13일: 시내버스 710-1번 분리 신설
- 2014년 8월 29일: 시내버스 710번, 710-1번 운행 중단

## 과거 운행 노선

### 공항좌석버스
- ● 710번: 삼산체육관 ↔ 부평구청역 ↔ 계산역 ↔ 공촌사거리 ↔ 서부공단 ↔ 인천국제공항고속도로 ↔ 정부종합청사 ↔ 인천국제공항 화물터미널 ↔ 관세청사 ↔ 삼목선착장[1]
- ● 710-1번: 작전역 ↔ 계양구청 ↔ 계산역 ↔ 서부공단 ↔ 인천국제공항고속도로 ↔ 영종하늘도시 ↔ 공항신도시 ↔ 정부종합청사 ↔ 인천국제공항 화물터미널 ↔ 인천공항13A ↔ 국제업무단지